# Jesús Argüelles Fernández
Jesús Argüelles Fernández «Pichilatu» fue un revolucionario español, quien una vez sofocada la Revolución de Asturias de 1934 por el Ejército de África, fue condenado a muerte y ejecutado el 1 de febrero de 1935. El historiador David Ruiz González, apoyándose en el testimonio de Aurelio de Llano, difundió la versión de que «Pichilatu» fue el responsable del tiroteo de ocho personas en las calles de Oviedo, si bien no se pudo demostrar la participación de «Pichilatu» en el mismo, abatidas todas por disparo de ametralladora, arma que Argüelles no utilizaba.
Fue de los pocos condenados a muerte por los sucesos en la Revolución de Asturias. 